# Schistidium chubutense
Schistidium chubutense là một loài Rêu trong họ Grimmiaceae. Loài này được (Cardot & Broth.) Ochyra mô tả khoa học đầu tiên năm 1998.